# Еврейское демократическое государство
Еврейское демократическое государство (ивр. מדינה יהודית ודמוקרטית‎) — определение характера Государства Израиль, данное ему в Декларации независимости и в Основных законах государства. Этот юридический и политологический термин является предметом широкой политической дискуссии.

## Предыстория
Евреи были народом в изгнании. В любой стране они составляли меньшинство, а в некоторых странах подвергались жестоким гонениям. Еврейский народ нигде не обладал национальным суверенитетом, кроме как в Эрец-Исраэль. К этой земле евреи всегда хранили глубокую религиозную и культурную привязанность. Всё это отличало их отношение к Эрец-Исраэль от притязаний других народов, например, от стремления некоторых европейцев переселиться в Новый Свет.
Израиль является государством, имеющим, согласно Теодору Герцлю, предназначение быть «защитником евреев». То есть быть еврейским государством, чьи законы, институты и политические структуры призваны способствовать реализации интересов и устремлений евреев как народа. Предназначение «защищать еврейский народ» имеет тройной смысл: во-первых, уменьшить дискриминацию, которой подвергались евреи в странах изгнания; во-вторых, привести к формированию еврейской национальной культуры; и в третьих, помочь евреям выработать национальный характер, подобающий независимому и уверенному в своих силах народу.
Право еврейского народа на своё национальное государство получило международное признание в Декларации Бальфура, в мандате, полученном Британией от Лиги Наций, и в резолюции о разделе, принятой Генеральной Ассамблеей ООН 29 ноября 1947 года и отвергнутой арабской общиной. В решении Лиги Наций говорится о правах еврейского народа на восстановление своего национального дома, причём речь идёт не о создании новых, а о признании уже существующих прав. В резолюции ООН, среди прочего, говорится о том, что образование еврейского государства призвано обеспечить евреям контроль над въездом иммигрантов в их страну.

## В современном израильском праве
Статус Израиля как «еврейского и демократического государства» был закреплён в Декларации независимости Израиля, в судебных постановлениях и с 1992 года в Основном законе о достоинстве и свободе человека и в Основном законе о свободе деятельности. Как еврейское государство Израиль предоставляет всем евреям право иммиграции, установленное в Законе о возвращении. Являясь демократическим государством, Израиль в соответствии с Основным законом о достоинстве и свободе человека стремится «защитить жизнь, физическую неприкосновенность и достоинство каждого человека независимо от расы, этнического происхождения, пола или вероисповедания».
В 2018 году был принят Основной закон: Израиль — национальное государство еврейского народа,
который определяет Израиль как «национальное государство еврейского народа».
Поскольку значительное и устойчивое большинство граждан Израиля хотят жить в еврейском государстве, принципы демократии обязывают государство сохранять его еврейский характер. Государство также обязуется соблюдать права всех своих граждан, в том числе принадлежащих к нееврейским меньшинствам. Меньшинство не может препятствовать реализации интересов большинства, пока соблюдаются основные права меньшинств. Еврейский характер Государства Израиль сам по себе не противоречит соблюдению основных прав нееврейских жителей и не отрицает демократическую сущность государства. «Верно, что нееврейские граждане не могут ощущать полную причастность к культуре большинства. Но это скорее не право, а интерес, то есть нечто, на что национальные или этнические меньшинства не могут претендовать почти по определению». Различия между евреями и арабами в Израиле не отличаются существенным образом от различия между доминирующей нацией и этническими меньшинствами в других государствах.
Государство имеет право на действия, способствующие сохранению его еврейской сущности, и это не может служить основой для подрыва его права на существование как изнутри, так и извне. «Цели, преследуемые еврейским национальным движением, в некоторых случаях оправдывают наложение ограничений на арабских жителей страны, в особенности в таких областях, как безопасность, распределение земельных ресурсов, рассредоточение населения и образование». Однако такая политика должна учитывать основные права арабов и проводится посредством диалога с представителями их общины с тем, чтобы не только обеспечить сохранение еврейского характера государства, но и способствовать благополучию израильских арабов.
Определение Государства Израиль как еврейского и демократического широко обсуждается как в Израиле, так и за рубежом. Среди израильских юристов существует широкий диапазон мнений по данному вопросу — от политика Шуламит Алони до адвоката Йорама Шефтеля, — однако, судя по публикациям, большинство израильских правоведов, не видят противоречия в том, что государство может быть и «еврейским» и «демократическим».
Согласно судье Хаиму Коэну, смысл термина «еврейское и демократическое государства» не в том, что еврейский и демократический характер государства находятся в серьёзном конфликте между собой и в связи с этим ведутся постоянные идеологические или политические споры. Если бы это было так, то законодателю не нужно было закреплять это положение в основных законах. Дело в том, что после закрепления этого конституционно-правового принципа те, кто будут толковать его, обязаны принимать во внимание обе его дополняющие друг друга стороны. Судья Коэн также отметил, что некоторые еврейские ценности, такие как, например, еврейская репатриация и халуцианство (освоение и заселение Эрец-Исраэль) зародились не в библейские времена, а уже после возникновения сионизма.
Министерство иностранных дел Израиля сочло необходимым ответить на попытки некоторых авторов использовать данную тему для делегитимации Израиля. Специалисты министерства опровергают утверждения о том, что в Израиле существует режим теократии. В Израиле соблюдаются основные принципы демократии: выборность законодательных и исполнительных органов власти, разделение властей, верховенство закона, независимая судебная система, уважение прав человека и гражданина (включая свободы религии), свобода прессы. Тем, кто полагает, что евреи не представляют собой единый народ, так как их объединяет только общая религия, министерство отвечает, что еврейский народ является нацией, все представители которой имеют общее происхождение, историю, религию, язык и культуру.
В свете попыток преуменьшить конституционную сущность Израиля как «еврейского демократического государства» — или даже провозгласить Израиль «государством всех его граждан» — Институт сионистской стратегии в своём проекте формальной Конституции Израиля предложил следующую формулировку первой статьи Конституции: «Государство Израиль является еврейским государством и национальным домом еврейского народа, в котором еврейский народ осуществляет своё самоопределение в соответствии со своим историческим и культурным наследием». Демократия Израиля определена в этом документе таким образом: «Государство Израиль является демократическим государством, которое уважает права человека в соответствии с принципами свободы, справедливости, равенства и мира, заложенными в еврейском наследии».

## В правоприменительной практике
Некоторые арабские избирательные списки и кандидаты в депутаты Кнессета требовали отказаться от еврейского характера Государства Израиль и ставили своей целью превратить страну из еврейского демократического государства в «государство для всех своих граждан» или двунациональное государство. Уже в постановлении по делу Каадан о еврейском характере общинного поселения Кацир в Галилее судья Аарон Барак косвенно высказался за модель «государства всех своих граждан», чем вызвал резкую критику против этой идеи. Впоследствии в другом постановлении судья Барак отметил, что требование «государства всех своих граждан», не ставящее своей целью подрыв основ Израиля как государства еврейского народа, а лишь стремящееся обеспечить равенство всех граждан, не может быть поводом для лишения права баллотироваться в Кнессет. В этом постановлении Верховный суд большинством в семь голосов против четырёх отменил решение Центральной избирательной комиссии об отстранении Азми Бишары от участия в выборах в Кнессет на том основании, что суду не было представлено достаточно доказательств того, что Бишара поддерживает вооруженную борьбу против Израиля, и того, что его требование «государства всех своих граждан» имеет достаточно опасный характер.

## Критика определения «Еврейское демократическое государство»
По мнению раввина Меира Кахане, в применении к существующему положению в государстве Израиль термин «еврейское демократическое государство» содержит внутреннее противоречие. В книге, изданной в 1987 году, Кахане писал: «…Кахане может задать евреям простой вопрос: согласны ли вы с тем, что у арабов есть право демократично, мирно, спокойно и ненасильственно стать в Израиле большинством и проголосовать за то, чтобы еврейского государства не стало?».